# 史國琛
史國琛（?—?），字獻甫，號怡秋，江蘇省常州府荊溪縣人，清朝政治人物、進士出身。精算學。
光緒二十九年（1903年），参加光緒癸卯科殿試，登進士二甲第61名。同年閏五月，以主事分部学习。